# Polaveno
Polaveno – miejscowość i gmina we Włoszech, w regionie Lombardia, w prowincji Brescia.
Według danych na rok 2004 gminę zamieszkuje 2477 osób, 275,2 os./km².